# Зооіндустрія
Зооіндустрія (англ. Pet Industry) — міжгалузевий сектор економіки, в який входять підприємства і види діяльності, що пов'язані з розробкою, виробництвом, дистрибуцією, продажем товарів, наданням послуг для хатніх тварин-компаньйонів. До сфери зооіндустрії входять зоомагазини (як фізичні так і онлайн), зоотовари (корма, аксесуари, засоби гігієни, амуніція, іграшки), ветеринарні послуги, грумінг, готелі для тварин, розведення та навчання домашніх улюбленців, а також тематичні медіа й освітні проєкти.

## Основні напрями
Зооіндустрія охоплює широкий спектр напрямів, зокрема:
- Виробництво та продаж кормів для тварин (домашнього й промислового призначення);
- Виробництво товарів для догляду та утримання тварин — миски, лежанки, іграшки, клітки, наповнювачі тощо;
- Послуги грумінгу та ветеринарної допомоги;
- Розведення та дресування тварин;
- Зоомагазини та онлайн-торгівля;
- Зоопсихологія та поведінкові консультації;
- Інформаційна підтримка — профільні ЗМІ, виставки, конференції, онлайн-курси тощо.

## Світові тенденції
Зооіндустрія є однією з найдинамічніших галузей глобальної економіки з обсягом 320 млрд. дол. США в 2023 і очікується зростання до понад 500 млрд дол. США у 2030.

## Зооіндустрія в Україні та її економічне значення
В Україні зооіндустрія активно розвивається з початку 2000-х років. Станом на 2020-ті роки галузь демонструє стійке зростання. За прогнозами експертів, зооіндустрія має потенціал забезпечити від 2 % до 6 % ВВП України в найближчі роки.
Під час війни в Україні попит на зоотовари зберігся і стрімко зростає, а волонтерські та гуманітарні ініціативи зосередилися, зокрема, і на допомозі тваринам, що додатково привернуло увагу до цієї сфери. Зооіндустрія створює робочі місця, стимулює розвиток малого і середнього бізнесу, експорту, ветеринарної медицини, логістики та переробної промисловості. Вона також сприяє розвитку суміжних галузей, таких як біотехнології, пакування та електронна комерція.